# Domitius murgis
Domitius murgis es una especie de arañas araneomorfas cavernícola de la familia Nesticidae.

## Distribución geográfica
Es endémica del sur de la península ibérica (España).